# Centuripe
Centuripe település Olaszországban, Szicília régióban, Enna megyében. Lakosainak száma 5033 fő (2023. január 1.). Centuripe Adrano, Bronte, Catenanuova, Paternò, Randazzo, Regalbuto, Biancavilla és Castel di Iudica községekkel határos.

## Népesség
A település lakossága az elmúlt években az alábbi módon változott:
| Lakosok száma | 5416 | 5373 | 5033 |
|               | 2017 | 2018 | 2023 |